# Die letzte Nacht (1949)
Die letzte Nacht ist ein 1944 spielendes Liebesdrama von Eugen York mit Sybille Schmitz und Karl John in den Hauptrollen.

## Handlung
Irgendwo in Frankreich in der Spätphase des Zweiten Weltkriegs. Die französische Schlossverwalterin Renée Meurier ist Schriftstellerin und spricht fließend Deutsch. Was die deutschen Besatzer aber nicht wissen: Sie arbeitet für die Résistance. Als die Alliierten im Juni 1944 in der Normandie landen, druckt sie im Keller des von ihr verwalteten Chateaus Flugblätter, die ihre Landsleute zu Widerstand und Rebellion gegen die deutschen Okkupanten aufrufen. „Wie lange werden Menschen noch dulden, dass Menschen sterben, weil Menschen es wollen“ steht auf den Zetteln. Anschließend lässt Renée die Flugblätter in einer nächtlichen Aktion von der Kirchturmspitze ihres Heimatortes auf den Marktplatz abwerfen. Die feingeistige und an sich friedfertige Renée ist jedoch gegen Sabotagemaßnahmen, die Leib und Leben kosten. Ihr Bruder André, ein Widerstandskämpfer, plant gerade eine Brückensprengung, damit die deutschen Truppen vom Hinterland abgeschnitten werden. Bei einem Anschlag am Bahnhof wird er verwundet wird und schleppt sich ins Schloss der Schwester. Dort wird er im Keller untergebracht. Unmittelbar darauf quartiert sich auch ein deutsches Kommando unter der Führung von General Riedel in ihrem Schloss ein. Damit schwebt André in höchster Gefahr. Ein junger deutscher Offizier, Oberleutnant Harald Buchner, wird dazu abkommandiert, die für den deutschen Rückzug wichtige Brücke zu verteidigen. Damit kreuzen sich erstmals seine Wege mit denen der Geschwister Meurier.
Da der verwundete André ausgefallen ist, zieht Renée die Uniform eines Wehrmachtssoldaten an und begibt sich bei Nacht und Nebel zu einem Staudamm, der von der Résistance gesprengt werden soll. Sie verkabelt das Dynamit, setzt sich rechtzeitig mit einem Ruderboot ab und jagt den Damm in die Luft. Am anderen Ufer erwarten sie bereits zwei deutsche Wachleute, denen sie durch einen Sprung ins Wasser entkommen kann. Die Wassermassen, die nach dem zerstörten Staudamm talabwärts fließen, reißen auch die strategisch wichtige Brücke ein. Kaum zurück im Schloss, wird Renée mit einem in ihrem Salon aufgefundenen, und von ihr einst eigenhändig gedruckten Flugblatt konfrontiert. Kriegsgerichtsrat Börner macht der Französin klar, dass dies schwerwiegende Konsequenzen für sie nach sich ziehen könnte. Damit nicht noch einmal ein Anschlag deutsche Pläne durchkreuzen könne, betraut General Riedel Oberleutnant Buchner mit einer Sondermission, mit welcher den deutschen Truppen der Rücken freigehalten werden soll. Schließlich wird die nasse Uniform, mit der Renée den Anschlag verübte, im Schloss entdeckt. Renée wird zu General Riedel zitiert. Man macht sie für den Anschlag verantwortlich, stellt sie unter Hausarrest und verurteilt sie in einem Schnellverfahren zum Tode.
Buchner, der mit einer Flasche Wein auf das Himmelfahrtskommando geschickt wird, begegnet Renée im Obergeschoss des Schlosses, wo die Todgeweihte ihrem Schicksal entgegensieht. Man kommt ins Gespräch, nachdem Buchner erfahren hat, dass sie um vier Uhr morgens erschossen werden soll. Was für die Französin zur letzten Nacht in ihrem Leben zu werden droht, ist zugleich eine Annäherung zweier sich immer stärker respektierender Menschen, die sich schließlich der verordneten „Erbfeindschaft“ verschließen. Währenddessen kommt es wegen des gesprengten Staudammes zum starken Wassereinbruch im Keller, sodass der dort festsitzende André zu ertrinken droht. Derweil trifft auch noch eine von Lisa Plessow geführte Künstlertruppe, die auf Wehrmachtstournee durch Frankreich zieht, im Schloss ein und wird gebeten, mit den jungen Damen die deutschen Landser zu unterhalten. Buchners Versuch, bei General Riedel um Andrés Leben zu bitten, hat keinen Erfolg.
Die Nacht ist fast vorüber, es schlägt drei Uhr. Da entflieht André seinem nassen Versteck. Als er sich eine Zigarette anzünden will, wird er von einem deutschen Wachmann entdeckt und erschossen. Derweil schmiegen sich Renée und Buchner Wange an Wange; ihnen wird klar, dass sie in Friedenszeiten vor dem Beginn einer großen Liebe stehen würden. Buchner trifft eine Entscheidung: Er will, dass Renée weiterleben soll und gibt ihr seinen Offiziersmantel. In dieser Verkleidung soll sie das Schloss verlassen. Er sagt zu ihr: „Seit gestern hat sich die Welt für mich verändert. [...] Keiner weiß, dass ich in dieser Nacht etwas erlebt habe, und erfahren, das mich dazu brachte, einen ganzen Berg von Vorurteilen zu überwinden.“ Man verspricht einander, sich an dem Bahndamm zu treffen. Tatsächlich gelingt Renée die Flucht. Doch sie wartet vergeblich auf ihren Geliebten. Aus dem Off ertönen als letzte Worte: „Der Oberleutnant Buchner wird wegen versuchter Fahnenflucht und Feigheit vor dem Feinde vor das Kriegsgericht gestellt.“

## Produktionsnotizen
Die Dreharbeiten zu Die letzte Nacht begannen im Frühherbst 1948. Als Studio diente das Atelier der Real-Film in Hamburg-Wandsbek, die Außenaufnahmen entstanden an der Möhnetalsperre.
Die Uraufführung des Films erfolgte am 11. Februar 1949 im Hamburger Esplanade-Kino, die Berliner Erstaufführung am 16. März desselben Jahres.
Die Kostüme stammen aus der Hand von Trebitsch-Ehefrau Erna Sander. Die Filmbauten entwarf Herbert Kirchhoff, der auch das gesprengte Stauwehr als Modell lieferte. Ihm assistierte Albrecht Becker. Für den Ton sorgte Robert Fehrmann.

## Wissenswertes
Drehbuchautor Harald G. Petersson und Hauptdarstellerin Sybille Schmitz waren miteinander verheiratet.
Die ersten Passagen des Films werden (vor allem von Carl-Heinz Schroth und Sybille Schmitz als seine Schwester) auf Französisch gesprochen.

## Rezeption
Dem Film war kein kommerzieller Erfolg beschieden. Für den Hauptdarsteller und einstigen Star des Kinos der NS-Zeit, Karl John, der hier nun, nach Liebe 47, bereits zum zweiten Mal im Film nach 1945 eine graue und gequälte Existenz verkörperte, bedeutete diese ambitionierte Rolle den Abstieg in die zweite Reihe deutscher Filmschauspieler.
Unter deutschen Militärs aus der Zeit vor Kriegsende 1945 wie bei mehreren Zivilpersonen soll sich nach der Hamburger Uraufführung des Films allgemein Unmut breitgemacht haben, wie Der Spiegel in seiner Ausgabe vom 5. März 1949 konstatierte. Dort heißt es:

„Schon vor der Diskussion hatte ein Ex-General von ‚skurriler Darstellung deutscher Offiziere‘ geschrieben. In der Debatte machte sich der tödlich-ernsthafte Hang zu penetranter Genauigkeit bemerkbar, als man militärische Unkorrektheiten korrigierte. Die Flucht der Widerstandskämpferin im deutschen Offiziersmantel mit Stöckelschuhen und Seidenstrümpfen und ohne Losungswort sei sehr unwahrscheinlich. Und einen KdF-Feste-feiernden Divisionsstab im Rückzugschaos habe es auch nicht gegeben. Der Diskussionstopf kam leicht zum Kochen, als ein östlicher Ausländer seinen früheren deutschen Mitstreitern den Rat gab, sich nicht als dumme Jungen auf der Leinwand hinstellen zu lassen. Man solle endlich etwas Positives zeigen, rief er mit Pathos. Senatsdirektor Erich Lüth, Staats-Pressestellenleiter, diskutierte aus der Landserperspektive. ‚In der Wirklichkeit gab es Szenen, die im Film nur mit Noblesse angedeutet werden‘, meinte er. Auf die Empfindsamkeit deutscher Nerven werde Rücksicht genug genommen. Nur der Mut zur Selbstkritik könne das Vertrauen der Welt zu Deutschland wiederherstellen.“

Weitere Einschätzungen:

„Mit ihrem neuen Film ‚Die letzte Nacht‘ ist der Real-Film (Hamburg) einer der bedeutendsten Filmstreifen der Nachkriegsproduktion und – eine Ehrenrettung der deutschen Wehrmacht gelungen. Aber noch ein drittes Moment zeichnet diesen Film aus: er kann gefährlich mißdeutet werden.
(…) Die Konflikte, in die ein Mann gerät, wenn Pflichterfüllung und Liebe aufeinanderprallen, sind schon oft dargestellt worden. Aber hier geht es um mehr: es geht darum, zu erkennen, was diese Pflicht, die der deutsche Offizier zu erfüllen hat, eigentlich ist und ob sie zu Recht besteht. Es geht um die Frage, ob Man noch Gehorsam von einem Menschen verlangen kann, wenn er dadurch in Widersprich zum eigenen Gewissen gerät. Die Darstellung dieses Konfliktes macht den Film so gefährlich: denn zu – seiner Kontrastierung steht auf der Seite des Gewissens eine geliebte Frau und auf der Seite des blinden Gehorsams echte Männer in den Uniformen deutscher Generalstabsoffiziere. Das verführt den Besucher zwar zu einem menschlichen Mitgefühl mit dem unglücklichen deutschen Offizier, aber gleichzeitig auch zu der Meinung, daß er Unrecht tue, wenn er fahnenflüchtig werde, wenn das auch durch die Liebe zu solcher Frau nur zu verständlich sei. (…) Eugen York … zeigt sich auch hier als erstklassiger Spielleiter. Er hatte ausgezeichnete Schauspieler zur Verfügung.“

„Die Idee zu der Rolle kam Sibylle Schmitz, als sie ein belangloses Theaterstück gelesen hatte. Es handelte von einer Russin, die als Wehrmachthelferin Spionage treibt. Ihr letzter Wunsch vor der Exekution ist ein Mann. Der Auserkorene, ein junger Soldat, läßt sie laufen. Die ziemlich simple Geschichte ist auf die geistige Plattform des Ehepaares Schmitz-Pedersson emporgetragen worden.“

„Regisseur Eugen York macht den Film klar und doch zart, einfach und doch mit tausend psychologischen Lichtern. Die Französin: Sybille Schmitz, wie immer ungemein erotisch, mit maskenhaftem Gesicht, die geborene Agentin. (…) Der Oberleutnant: Karl John. Mit dieser Rolle, die er mit großer Überzeugungskraft spielt, erledigt er sich fast selbst. Das Publikum verwechselt, wie so oft, Rolle und Schauspieler.“

„Leider ordnet die Inszenierung das an sich mutige Gewissensdrama einer unterhaltsamen Liebes- und Sabotagegeschichte unter.“